# Müngstener Brücke
Die Müngstener Brücke (ehemals Kaiser-Wilhelm-Brücke) ist die höchste Eisenbahnbrücke Deutschlands. Die Talbrücke überspannt zweigleisig zwischen den Städten Remscheid und Solingen in 107 Metern Höhe das Tal der Wupper in unmittelbarer Nähe des Haltepunkts Solingen-Schaberg.
Die stählerne Bogenbrücke ist Teil der Bahnstrecke Solingen–Remscheid. Diese wird im Regelbetrieb von der S-Bahn-Linie S 7 der S-Bahn Rhein-Ruhr („Der Müngstener“) sowie dem Regional-Express RE 47 („Düssel-Wupper-Express“) befahren.
Bis ins Jahr 1918 trug die Brücke den Namen Kaiser-Wilhelm-Brücke. Mit dem Ende des Kaiserreiches wurde sie nach der Siedlung Müngsten benannt, die damals nördlich der Brücke im Knick der heutigen Bundesstraße am östlichen Ufer der Napoleonsbrücke lag und deren letzte Häuser in den 1960er Jahren beim Ausbau der Bundesstraße abgerissen wurden.

## Geschichte

### Bau

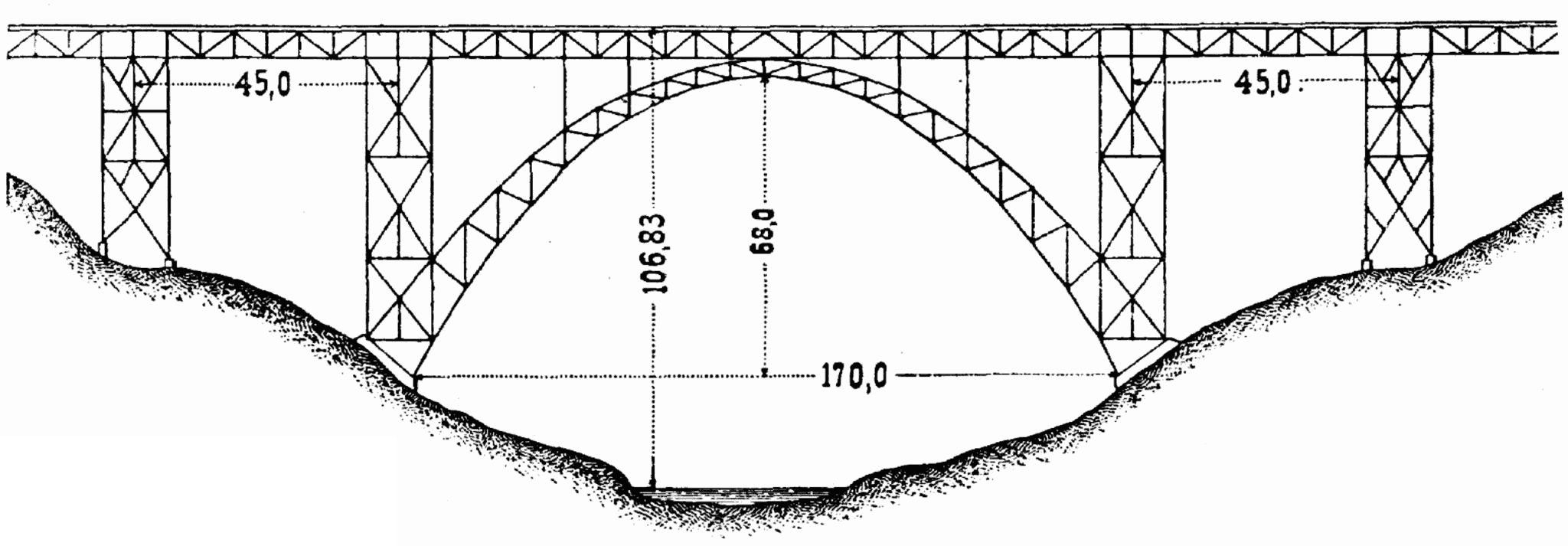
Konstruktionszeichnung

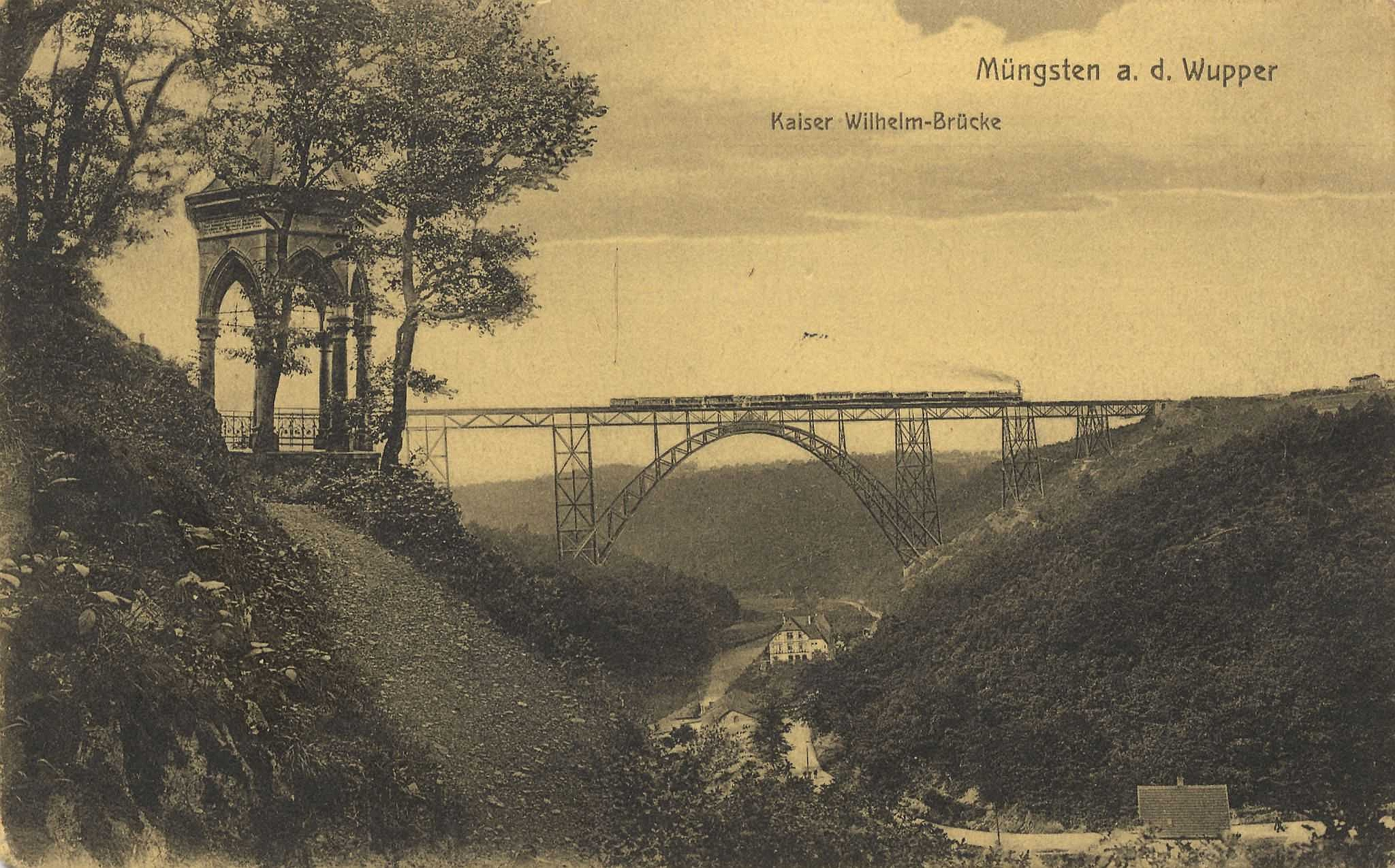
Kaiser-Wilhelm-Brücke 1912

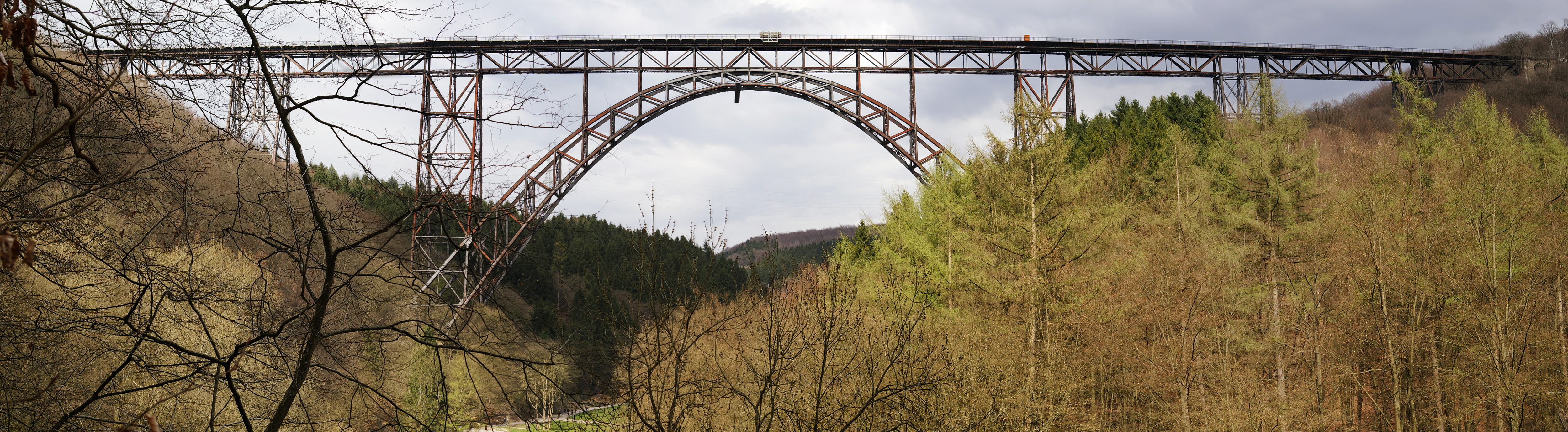
Ansicht von Süden

Ende 1891 veranstaltete die Königliche Eisenbahndirektion Elberfeld einen Wettbewerb für den Bau einer Eisenbahnbrücke über das tief eingeschnittene Tal der Wupper. Die Oberhausener Gutehoffnungshütte schlug eine Gerüstbrücke mit 20 Pfeilern und einer Stützweite von maximal 30 Metern vor. Das Duisburger Unternehmen Harkort sah eine Auslegerbrücke vor. Die Brückenbauanstalt Gustavsburg der Maschinenfabrik Augsburg-Nürnberg gewann 1892 mit einer eingespannten Bogenbrücke den Wettbewerb.
Im Jahr 1893 wurde mit den Vorarbeiten am Bauplatz begonnen. Die Brücke wurde von 1895 bis 1897 als Stahlbau unter Verwendung von Thomasflusseisen vom MAN-Werk Gustavsburg fertiggestellt. Die sechs Gerüstpfeiler haben eine maximale Höhe von 69 Metern. Der Bogen über die Talsohle hat eine mittlere Stützweite von 170 Metern, die anschließenden Öffnungen solche von 30 Metern und 45 Metern. Damit war die Müngstener Brücke bei der Fertigstellung die Bahnbrücke mit der längsten Stützweite in Deutschland. Über dem Bogen sind zur Abstützung der Gerüstbrücke Pendelstützen angebracht. Die Gesamtlänge der Stahlkonstruktion beträgt 465 Meter. Es wurden Stahlprofile mit 950.000 Nieten und einem Gesamtgewicht von 5.000 Tonnen verbaut.
Der Hauptbogen der Brücke wurde wie das Garabit-Viadukt im Freivorbau errichtet. Die beiden Bogenhälften wurden ohne weitere Gerüste bis zum Bogenschluss fertiggestellt. Das Verfahren zeichnet sich durch einen geringen Aufwand bei der Herstellung aus, die statische Berechnung aller Belastungen ist jedoch aufwändig. Der Bogen selbst ist dreifach statisch unbestimmt gelagert, was ebenfalls eine erhebliche Materialeinsparung mit sich bringt. Auch hier ist der Materialaufwand niedriger als beim statisch bestimmten Bogen mit drei Gelenken, jedoch wird der Bogen zusätzlich durch Wärmeausdehnungen belastet. Damit unterscheidet sich die Müngstener Brücke vom optisch sehr ähnlichen Garabit-Viadukt.
Der Ingenieur Anton von Rieppel (1852–1926) war Vorstandsvorsitzender der Maschinenfabrik Augsburg-Nürnberg (MAN). Sein Name ist auf der Gedenktafel verzeichnet, die auf Betreiben des Vereins Deutscher Ingenieure und der MAN am Fuß der Brücke errichtet wurde.
Anfangs war nur ein Gleis auf der Brücke geplant, doch die Königliche Eisenbahndirektion Elberfeld schätzte den zu erwartenden Verkehr zwischen Remscheid und Solingen so hoch ein, dass die Planung auf zwei Gleise abgeändert wurde. 1890 genehmigte der preußische Landtag die erforderliche Bausumme von fünf Millionen Mark. Die Luftlinienentfernung zwischen beiden Städten beträgt acht Kilometer. Vor dem Bau der Müngstener Brücke belief sich die Entfernung auf der Schiene auf 42 Kilometer. Der erste Spatenstich erfolgte am 26. Februar 1894. Um die Baumaterialien heranzuschaffen, wurden Streckengleise an beiden Seiten bis zur Baustelle verlegt. 1.400 Kilogramm Dynamit und 1.600 Kilogramm Schwarzpulver wurden für die Sprengungen benötigt.

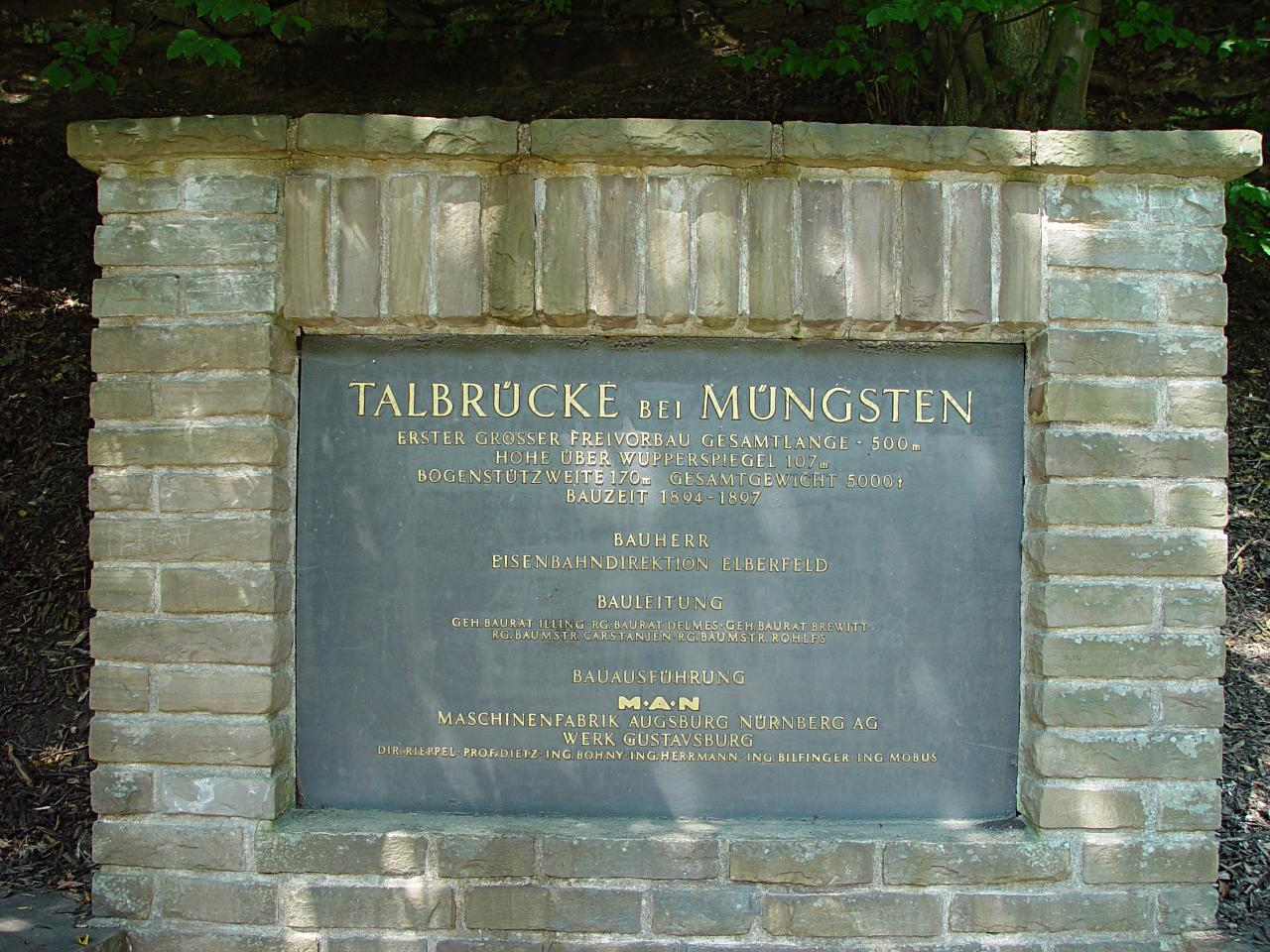
Eine Gedenktafel unterhalb der Müngstener Brücke erinnert an die Bauleute

Der Brückenschluss war am 21. März 1897. Am folgenden Tag wurde während des Richtfestes der letzte Niet geschlagen. Die offizielle Einweihungsfeier der Brücke fand am 15. Juli 1897 statt. Kaiser Wilhelm II. ließ sich dabei von Prinz Friedrich Leopold von Preußen vertreten. An der Einweihung nahmen außerdem die Minister Johannes von Miquel und Karl von Thielen teil. Der Kaiser selbst besuchte die Brücke am 12. August 1899. Eine Gedenktafel unter der Brücke erinnert daran. Der Name der Brücke mit der Kaiserkrone wurde in vergoldeten Lettern auf beiden Seiten im Bogenscheitel angebracht, die Buchstaben wurden 1922/23 entfernt. 1932 wurden Schäden an den Lagern beseitigt.

### Betrieb und Nachweise
1937 wurde die Brücke zum zweiten Mal gestrichen. Eine Sprengung im April 1945 konnte verhindert werden. 1948 wurden Kriegsschäden ausgebessert. Anfang der 1960er Jahre wurde die Brücke instand gesetzt, gelockerte Niete wurden ausgewechselt und die Steigleitern gesichert. 1978 gab es einen Teil-Neuanstrich.

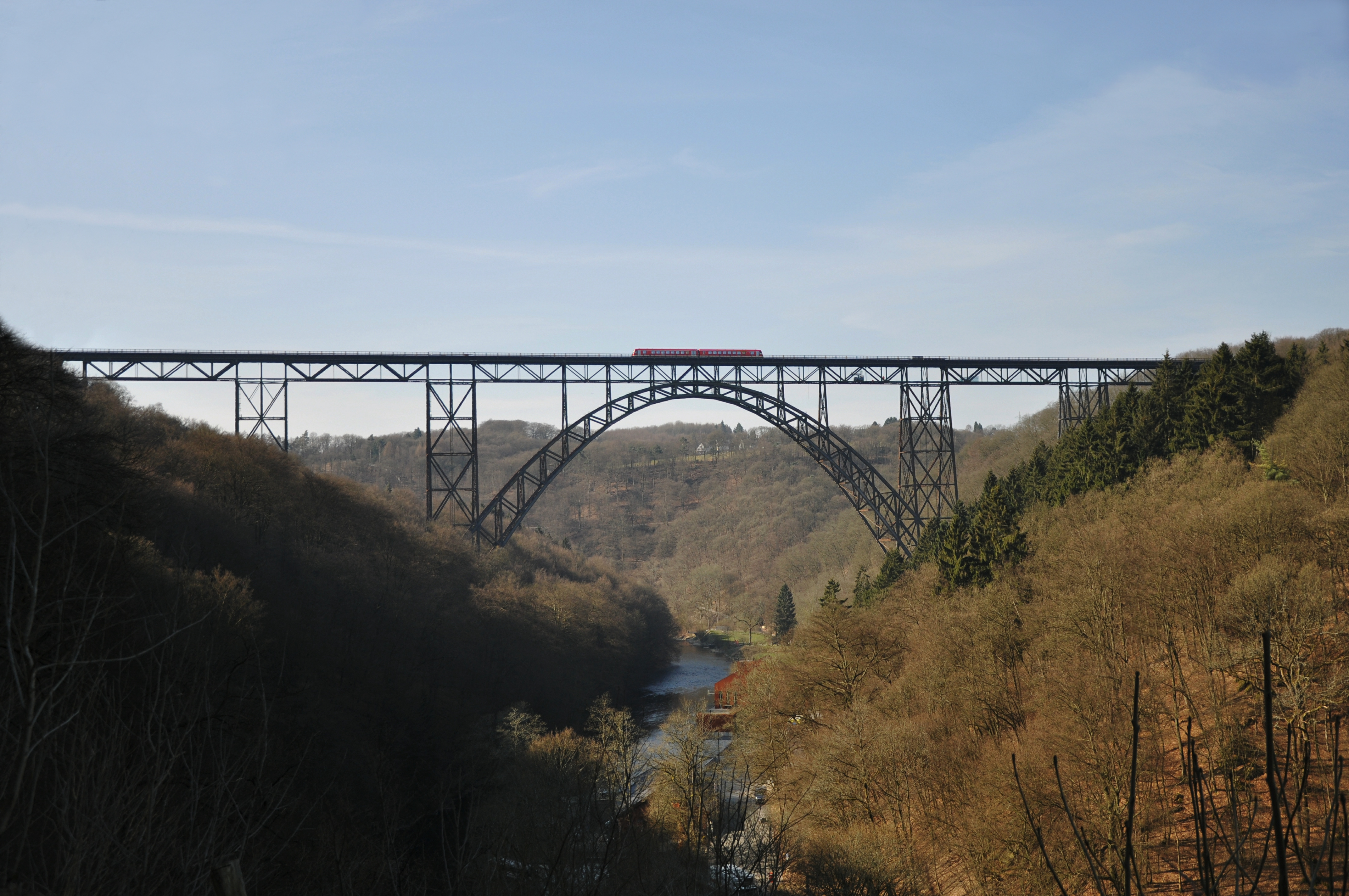
Dieseltriebwagen der Baureihe 628 auf der Müngstener Brücke

Aufgrund von Lagerschäden ordnete das Eisenbahn-Bundesamt (EBA) Anfang April 2010 eine Geschwindigkeitsbegrenzung auf 10 km/h, ein Begegnungsverbot und eine Gewichtsbeschränkung auf leichte Triebwagen an. Bereits am 15. März 2010 war der Güterverkehr auf der Brücke untersagt worden. Das EBA hatte die Bahn aufgefordert, bis zum 30. September 2010 die Standsicherheit der Brücke nachzuweisen und die Lager auf beiden Seiten der Brücke auszuwechseln. Weiter wurde die Auflage erteilt, bis zum 30. September 2010 eine neue statische Berechnung vorzulegen, die die vorhandenen Mängel und den Substanzverzehr durch Rost berücksichtigt. Andernfalls drohte das EBA an, die Brücke zum 1. Oktober 2010 zu sperren. Die Deutsche Bahn kündigte Mitte Mai 2010 an, bis zum Herbst die Statik der Brücke neu zu berechnen, die defekten Brückenlager und geschwächten Teile über einen Zeitraum von fünf Jahren zu sanieren und die Brücke über die kommenden zehn Jahre abschnittsweise mit Rostschutzfarbe zu streichen.

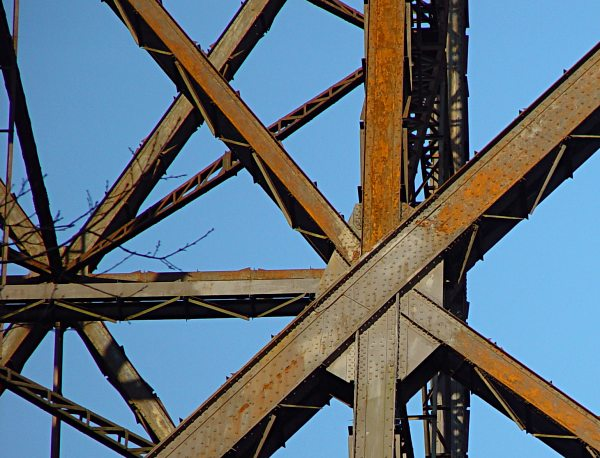
Detail der rostenden Stahlkonstruktion

Zwischen dem 27. und 29. September 2010 fanden Messfahrten statt, um die in den Vormonaten neu berechnete Statik zu überprüfen. Am Abend des 19. November 2010 sperrte DB Netz (heute DB InfraGO) die Brücke. Per Bescheid vom 23. November 2010 ordnete das EBA die vorübergehende Stilllegung der Brücke an. Der Personenverkehr zwischen Solingen-Mitte und Remscheid-Güldenwerth wurde mit Schienenersatzverkehr abgewickelt.
Schon in den Jahren davor hatte der Verkehrsverbund Rhein-Ruhr (VRR) als zuständiger Aufgabenträger für die Regionalbahn Der Müngstener regelmäßig bei DB Netz nach dem Zustand der Anlage gefragt, da sich das Rostproblem zusehends dramatisiert hatte. Die Auskünfte der Deutschen Bahn waren dabei über Jahre hinweg falsch. Nach geltendem Eisenbahnrecht hat der Aufgabenträger dem Infrastrukturbetreiber gegenüber allerdings keinen Rechtsstand, so dass der VRR nicht in der Lage war, juristische Schritte einzuleiten.
Stand 2010 investierte die Deutsche Bahn jährlich rund 400.000 € in die Instandhaltung des Bauwerks. Am 31. Januar 2011 teilte die Deutsche Bahn mit, dass die Müngstener Brücke für 30 Millionen Euro in den nächsten fünf Jahren komplett saniert werden solle. Damit solle die Brücke für mindestens weitere 25 bis 30 Jahre dem Personenverkehr zur Verfügung stehen.

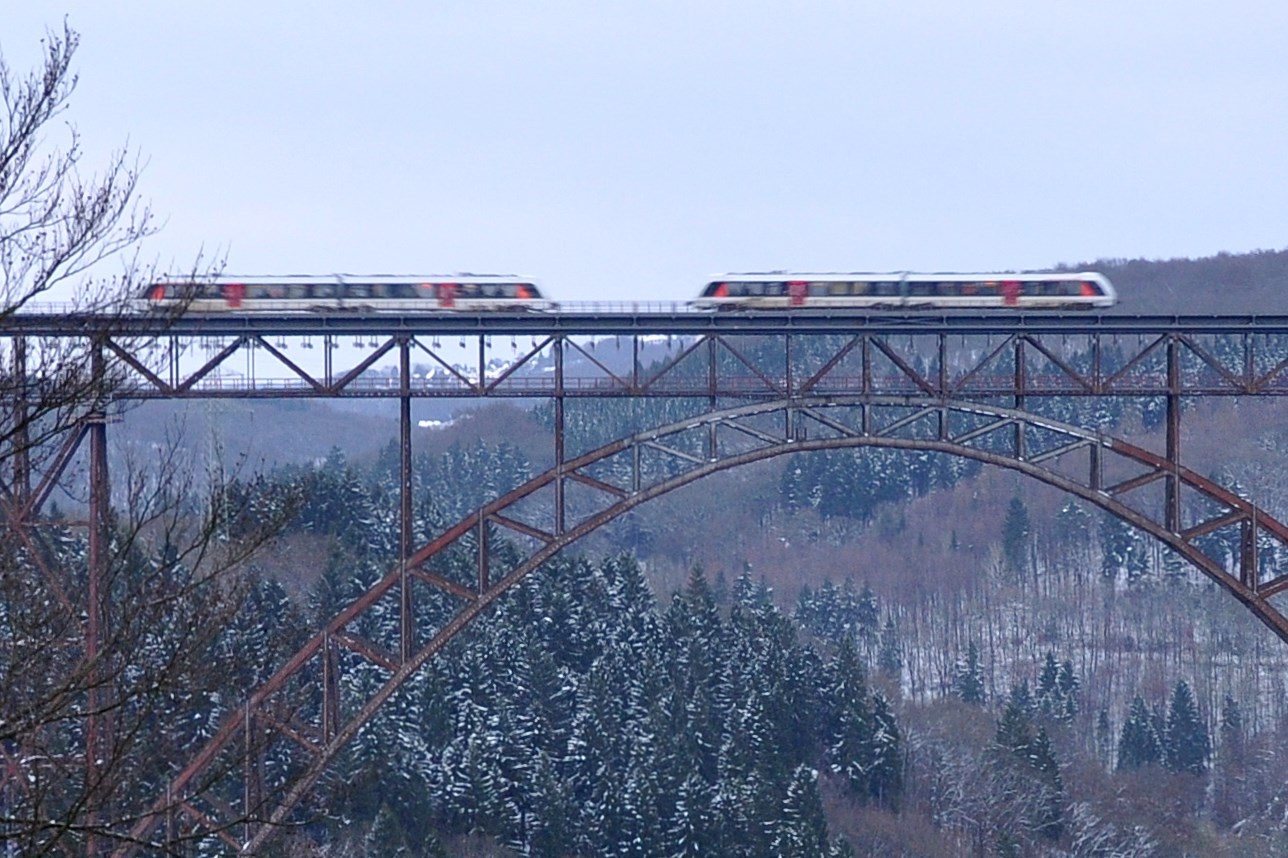
Zwei Züge von Abellio begegnen sich auf der Müngstener Brücke

Anfang Mai 2011 wurde bekannt, dass die Brücke für den Zugverkehr freigegeben sei, aber trotzdem nicht von den auf der Regionalbahn-Linie eingesetzten Triebwagen der Baureihe 628 befahren werden dürfe. Die Deutsche Bahn gab in ihrem Genehmigungsantrag an das Eisenbahnbundesamt eine Gesamtmasse der Züge von 69,9 Tonnen und eine Achslast von 10 Tonnen an. Das Eisenbahnbundesamt genehmigte eine Befahrung mit einer Höchstmasse von 72 Tonnen. Allerdings stellte sich bei Testfahrten heraus, dass die Züge eine höhere Achslast als 10 Tonnen hatten, so dass sie die Brücke nicht befahren durften. Abgesehen davon bezogen sich diese Werte auf die Dienstmasse der Baureihe 628 ohne Fahrgäste. Ende Juni wurden neuerliche Nachweise erbracht. Vom 27. Juni 2011 an wurde die Müngstener Brücke nach dann mehr als sieben Monaten Sperrzeit wieder für die Regionalbahn RB 47 eröffnet, allerdings stand ab dem 7. Juli 2012 eine neuerliche Sperre nach den bisherigen Plänen an. Nach einer vorübergehenden Betriebserlaubnis bis 2014 durch das zuständige EBA betrug das zulässige Maximalgewicht 90 Tonnen bei unveränderter Gesamt-Achslast von 72 Tonnen. Seit Ende 2013 wurden neue Triebwagen des neuen Betreibers Abellio Rail NRW eingesetzt, für die die bisherige Kapazität nicht ausreichte. Die Triebwagen haben nur sechs statt bisher acht Achsen und weisen somit eine hohe Einzellast auf.
Die Brücke sollte bis 2015/16 saniert werden. Die geschätzten Kosten, die von der Deutschen Bahn getragen werden sollten, betrugen 30 Millionen Euro. So kündigte die Deutsche Bahn längere Sperrungen an, nämlich vom 7. Juli 2012 bis zum 19. August 2012, vom 6. Oktober 2012 bis zum 21. Oktober 2012, sowie vom 1. April 2013 bis zum 3. November 2013. Weil während der Bauarbeiten Probleme mit den Kopfplatten entdeckt wurden, konnte der Termin für das Ende der Sperrung am 3. November nicht eingehalten werden. Es gab die Ankündigung, die Brücke sei nunmehr bis Juni 2014 gesperrt. Auch diesen Termin konnte die Deutsche Bahn nicht halten und verschob die Wiedereröffnung um ein weiteres halbes Jahr, so dass die Brücke erst zum Fahrplanwechsel am 14. Dezember 2014 freigegeben werden konnte. Die Fahrbahnteile der Brücke wurden entfernt und durch neue ersetzt. Durch Schweißen statt Nieten wurden rund 100 Tonnen Gewicht eingespart.

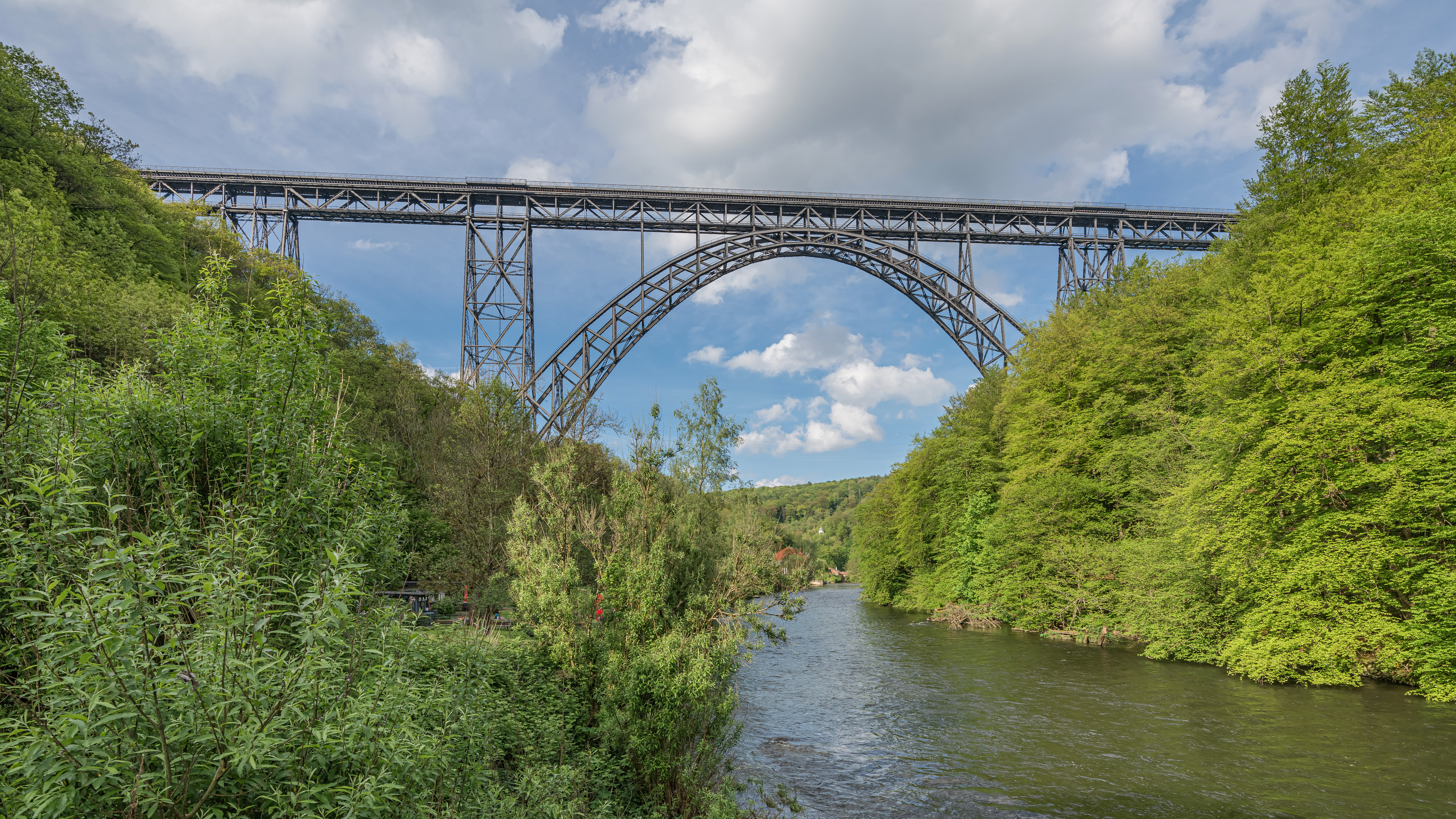
Die Brücke nach Abschluss der Sanierungsarbeiten (2024)

Nach einer weiteren Sperrung von drei Wochen im Juli 2015, bei der unter anderem 28 Rollenlager ausgetauscht wurden, ist die Brücke seit dem 27. Juli 2015 wieder freigegeben. Bis 2018 wurde die Brücke umfangreich unter Berücksichtigung des Denkmalschutzes saniert und ertüchtigt. Es wurden neue Stahllitzenanker in die Fundamente eingelassen, ergänzende Stahlteile wurden in die Konstruktion der Brücke als Verstärkung eingebaut. Mit diesen Maßnahmen kann die Brücke wieder Fahrzeuge mit bis zu 21 Tonnen Achslast aufnehmen. Sie wurde komplett gesandstrahlt und mit einem vierfachen Neuanstrich versehen. Außerdem wurden neue Steigleitern und (als Los III) wieder neue Revisionseinrichtungen (Besichtigungswagen) eingebaut. Seit Dezember 2018 kann auch der Güterverkehr wieder über die Brücke rollen. Davon unabhängig zogen sich die weiteren Renovierungsarbeiten aber in die Länge und dauerten bis 2021.

### UNESCO-Welterbe
Seit 2012 gibt es Bemühungen, die Brücke als transnationales Welterbe anerkennen zu lassen. Die Bewerbung als „Europäische Bogenbrücken des späten 19. Jahrhunderts“ erfolgt seit 2021 zusammen mit den Brücken Ponte Maria Pia und Ponte Dom Luís I in Portugal, dem Ponte San Michele in Italien sowie dem Garabit-Viadukt und dem Viaduc du Viaur (beide in Frankreich).

## Mythen, Anekdoten und Erwähnenswertes

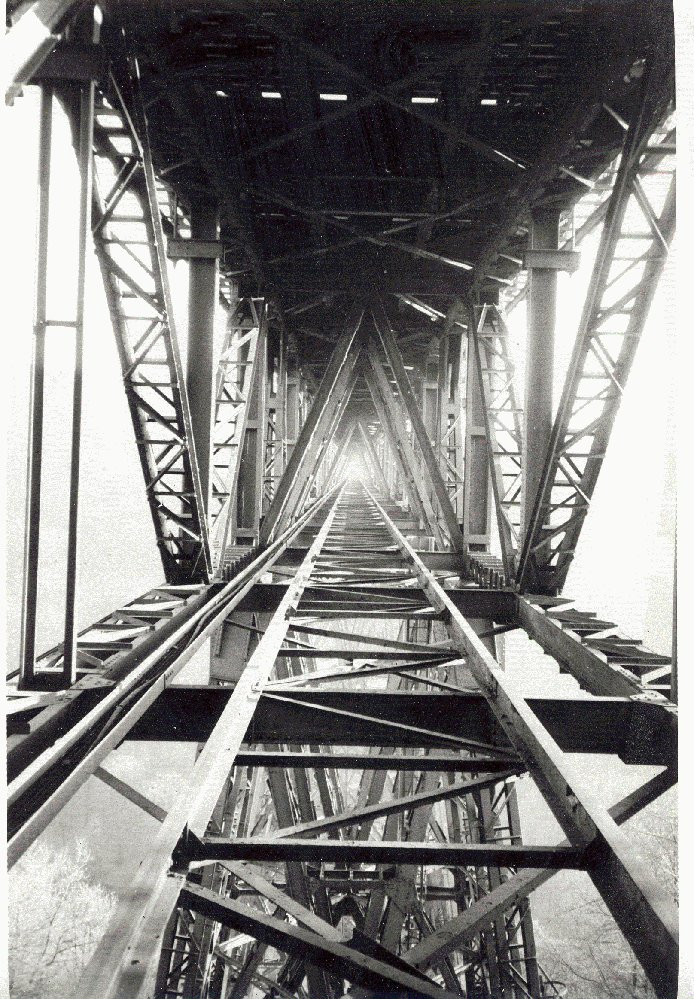
Das Innere des Hauptträgers vom Solinger Widerlager aus gesehen

Der Bau der Brücke stellte zum Ende des 19. Jahrhunderts eine Ingenieursleistung dar, die in ihrer hochtechnisierten Konstruktion und Realisierung im starken Kontrast zur Erlebniswelt des Großteils der staunenden Bevölkerung stand. Schnell entstanden im Zusammenhang mit dem Bauwerk Mythen und Legenden, die sich bis in die heutigen Tage in zahlreichen Köpfen als wahre Geschichten (siehe auch Moderne Sage) erhalten haben. Eine dieser Legenden ist die des goldenen Niets, der angeblich als letzter geschlagen, aber bis heute nicht gefunden wurde.

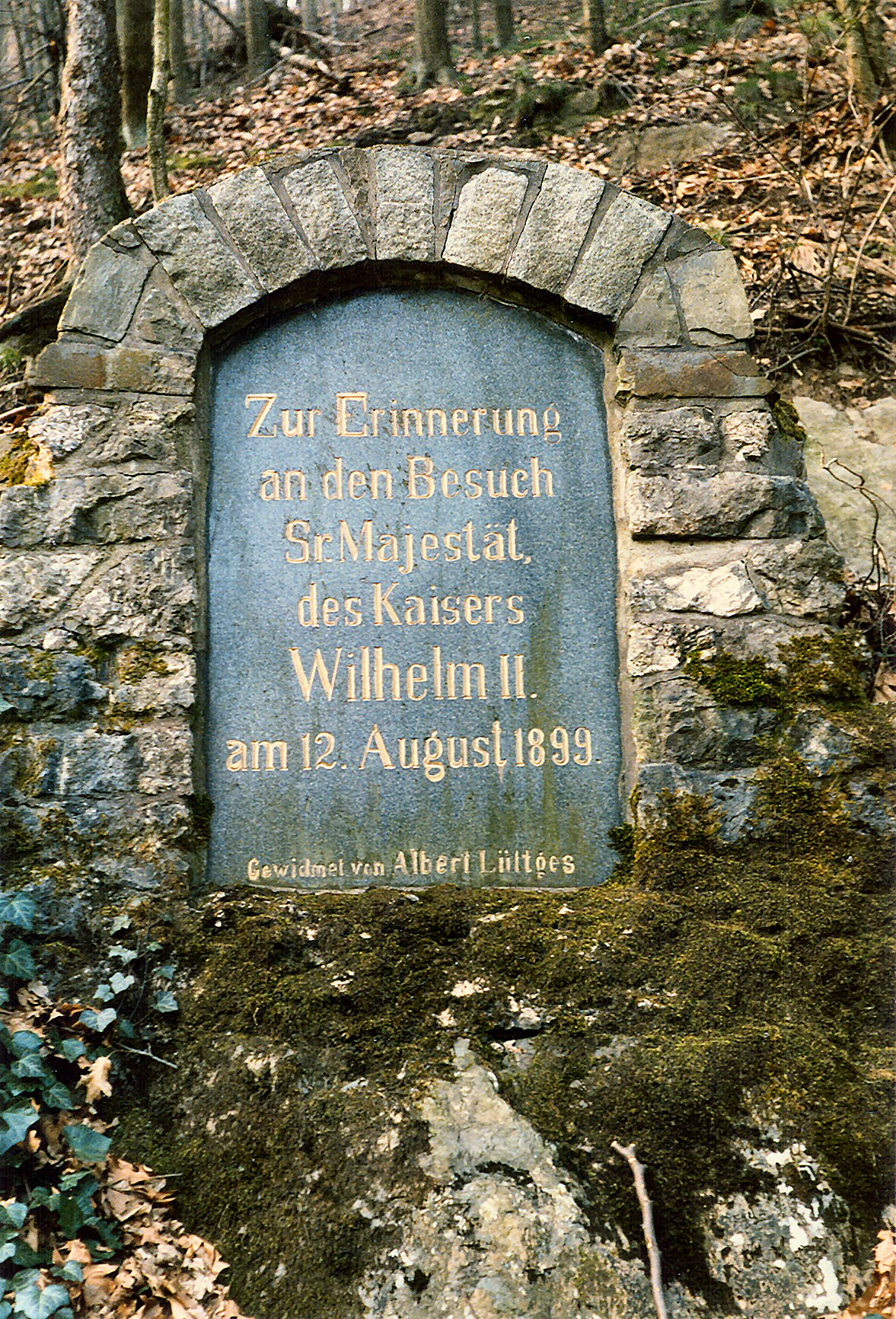
Auch Kaiser Wilhelm II.
war 1899 an der Brücke

Obwohl die Brücke Kaiser-Wilhelm-Brücke getauft wurde, kam Kaiser Wilhelm II. nicht zur feierlichen Einweihung. Gerüchten zufolge boykottierte er den Festakt aus Verstimmung darüber, dass die Brücke nicht zu seinen Ehren, sondern anlässlich des hundertsten Geburtstages seines Großvaters Wilhelms I. benannt wurde. Kaiser Wilhelm II. besuchte die Brücke erst am 12. August 1899, zur Erinnerung an seine Visite ist unterhalb der Brücke eine Tafel angebracht.
Anlässlich des hundertjährigen Bestehens der Brücke wurde der Verhüllungskünstler Christo von einem Remscheider Bürger während seines Aufenthaltes in Bonn zur Präsentation der Verhüllung des Berliner Reichstags gebeten, die Brücke mit rostfarbenem Tuch zu verkleiden. Er lehnte aber mit der Begründung ab, er mache keine Sache zweimal. Er habe in Paris den Pont Neuf verhüllt. Auch auf den Einwand, dass es sich beim Pont Neuf um eine Steinbrücke in einer Stadt, bei der Müngstener Brücke aber um eine Stahlbrücke mitten im Grünen handle, reagierte er abweisend. Es steht allerdings zu vermuten, dass die Konstruktion der Brücke einer Verhüllung auf Grund der zusätzlich zu erwartenden Windlasten nicht standgehalten hätte.
In der Folge Peter will über den Bach der Sendung Löwenzahn ist die Brücke kurz zu sehen, wird aber nicht namentlich genannt. In Wim Wenders’ Film Pina tanzt eine Tänzerin auf der Wiese unterhalb der Brücke. 2011 wurde live von der Brücke der Wetterbericht des ARD-Morgenmagazins gesendet.

### Mögliche Fehlkonstruktion und Zweifel an der Urheberschaft Anton von Rieppels
Als weiterer Mythos ist die angebliche Fehlberechnung der Brücke durch den Baumeister Anton von Rieppel und deren vermeintliche Folgen überliefert. Während in einer Variante davon gesprochen wird, dass eine Hälfte der von beiden Seiten zugleich gebauten Brücke wieder abgerissen werden musste, da sie nicht in der Mitte zusammenpassten, wird in der anderen Legende berichtet, dass von Rieppel bei Nachberechnungen irrtümlicherweise feststellte, dass die Hälften sich nicht zusammenfügen lassen oder die fertige Brücke den Belastungen nicht standhalten würde und sich aus Scham darüber von der unfertigen Brücke in den Tod stürzte. Beide Legenden sind nachweislich der vorhandenen Unterlagen falsch, werden aber bis heute kolportiert. Alle Berechnungen waren ausweislich der bei MAN archivierten Konstruktionszeichnungen und -berechnungen von Anfang an korrekt und Anton von Rieppels Leben endete auf natürliche Weise, 30 Jahre nach planmäßiger Vollendung der Brücke, nach schwerer Krankheit.
Anlässlich des 120. Jahrestags der Brückeneröffnung verfasste der Universitätsprofessor und Inhaber des Lehrstuhls für Tragkonstruktionen an der RWTH Aachen, Martin Trautz, einen Aufsatz zu dem Gerücht und kam durch intensives Quellenstudium außerhalb der mutmaßlich bereinigten MAN-Archive und denen der Süddeutschen Brückenbauanstalt in Gustavsburg zu folgendem Schluss: „Dass der Bogenschluss zunächst nicht gelang, lag also weit weniger wahrscheinlich an einer fehlerhaften statischen Berechnung der Müngstener Brücke, sondern vielmehr an einer schlechten Organisation des Herstellprozesses.“ Dies wurde vertuscht. Tatsächlicher Konstrukteur der Brücke war seiner Ansicht nach auch nicht Anton von Rieppel, sondern mutmaßlich der erste Direktor Bernhard Rudolf Bilfinger (1829–1897), der Vater von Bernhard Karl und Paul Bilfinger. Nach den Recherchen von Martin Trautz war von Rieppel zu sehr in die Führung des MAN-Konzerns in Nürnberg eingebunden, um selbst in der Konstruktion tätig zu sein. Auch der offizielle Mitkonstrukteur und Statikprofessor Wilhelm Dietz von der TH München war zu sehr im akademischen Betrieb mit Lehre und dem Schreiben wissenschaftlicher Literatur eingebunden, um stark beteiligt gewesen zu sein. Von ihm stammt auch nur ein einziges Fachbuch zu der Brücke, das sieben Jahre nach der Eröffnung veröffentlicht wurde. Zudem ist eine Mitarbeit an anderen Brücken nicht bekannt. Weitere genannte Ingenieure waren zu unerfahren.
Aufgrund des Fehlens hinreichender mathematischer Modelle war die Berechnung statisch unbestimmter Gitterkonstruktionen mit Unsicherheiten versehen und konnte nur durch Treffen von Annahmen geschätzt werden. Aus diesem Grunde blieben die Brückenbauer der MAN-Werkstätten Gustavsburg lange Zeit bei altbewährten Konstruktionsmethoden, was die Firma gegenüber mutigeren Wettbewerbern wie Eisenwerke und Maschinenfabrik Gebr. Benckiser ins Hintertreffen geraten ließ und 1884 zur vorläufigen Schließung führte. Der bei MAN seit 1876 angestellte Anton von Rieppel stellte zusammen mit Wilhelm Dietz das Unternehmen wieder neu auf, womit er sich für einen Posten in der MAN-Konzernzentrale empfahl. Mit dem Wechsel wurde von MAN-Direktor Friedrich Hensolt am 1. November 1888 der langjährig erfahrene Brückenkonstrukteur Bernhard Rudolf Bilfinger als Erster Technischer Direktor in die MAN-Werkstätten Gustavsburg berufen, der zuvor 39 Jahre bei Gebrüder Benckiser führend tätig war. Auch dessen Sohn Bernhard Karl wurde schon im Jahr zuvor als Zweiter Technischer Direktor ins Unternehmen geholt. Diese führten die erfolgreichen, bei Benckiser entwickelten, modernen Konstruktionsmethoden ein, die zuvor von Anton von Rieppel, ab 1887 in Nachfolge von Hensolt nun selbst Konzernchef von MAN, lange Zeit abgelehnt wurden.
Der wieder einsetzende Erfolg der folgenden Konstruktionen der Gustavsburger Brückenbauer gab den beiden Bilfingers recht – Sohn Bernhard Karl war später auch für die Projektierung des Gerüsts der Wuppertaler Schwebebahn und den Bau der Grünentaler Hochbrücke verantwortlich –, führte aber gerade deshalb vermutlich zur Verstimmung von Rieppels, weil ihm dieser Erfolg an gleicher Position nicht vergönnt war. Die Eröffnung der Brücke verzögerte sich um anderthalb Jahre. Bauberichte geben Hinweise darauf, dass Brücken- und Bogenteile nicht passten und daher zurückgebaut werden mussten. Dies ging über das Maß hinaus, welches damals aufgrund der fehlenden exakten Berechnungen als improvisierte Anpassungsarbeiten üblich war, bei denen während des Baus durch zusätzliche Elemente Temperatureinflüsse, Höhenunterschiede und Passungen korrigiert wurden. Letztlich sollen diese Fehler den gesamten Bogenbau der Brücke substantiell betroffen haben.
Das Projekt, das angesichts der Eiffel-Brücken Maria-Pia in Porto oder Garabit über die Tuyère auch als eine Frage des nationalen Stolzes gesehen wurde, durfte aber nicht scheitern. Hierin und in der Missgunst von Rieppels soll auch der Grund liegen, weswegen die MAN-Firmenarchive um die komplette Beteiligung der Bilfingers an dem Projekt und sogar um die gesamte langjährige Tätigkeit in Gustavsburg vollständig bereinigt wurden. Einzig in einer Todesanzeige wurde Bernhard Rudolf Bilfinger von MAN „als eine der wertvollsten Stützen unseres Unternehmens“ bezeichnet und seine Tätigkeit als „langjähriger technischer Direktor“ gewürdigt. Dies geschah aber ohne Nennung des Vornamens, so dass nicht klar erkennbar wurde, welcher Bilfinger gemeint war. Auch den Arbeitern blieb natürlich der Rückbau nicht verborgen, was auch die Gerüchteküche nährte.
Aus Briefwechseln zwischen den Söhnen Bernhard Karl und Paul Bilfinger lässt sich schließen, dass Bernhard Rudolf Bilfinger seines Postens als Direktor enthoben und ersetzt wurde. Mit der Degradierung und Tilgung Bilfingers aus der Konstruktionsgeschichte konnte Anton von Rieppel drei Dinge erreichen: Die Revision der von ihm ungeliebten Personalentscheidung Hensolts, die Vertuschung von berechtigten Zweifeln an der hochmodernen Brückentechnologie durch verhängnisvolle Berechnungsfehler und die Selbstdarstellung als Konstrukteur der Müngstener Brücke.
Bernhard Rudolf Bilfinger starb tatsächlich kurz nach seiner Degradierung im Alter von 68 Jahren, offiziell an einem Schlaganfall. Ob dies tatsächlich der Fall war oder ein Zusammenbruch oder Suizid ursächlich für den Tod waren, ist ungeklärt. Hierin liegt wohl auch der Ursprung des kolportierten Todes des Brückenkonstrukteurs im überlieferten, sich mutmaßlich als wahr herausgestellten Mythos. Sein Sohn Bernhard Karl wechselte im Anschluss in das Unternehmen seines Bruders Paul.

## Brückenpark

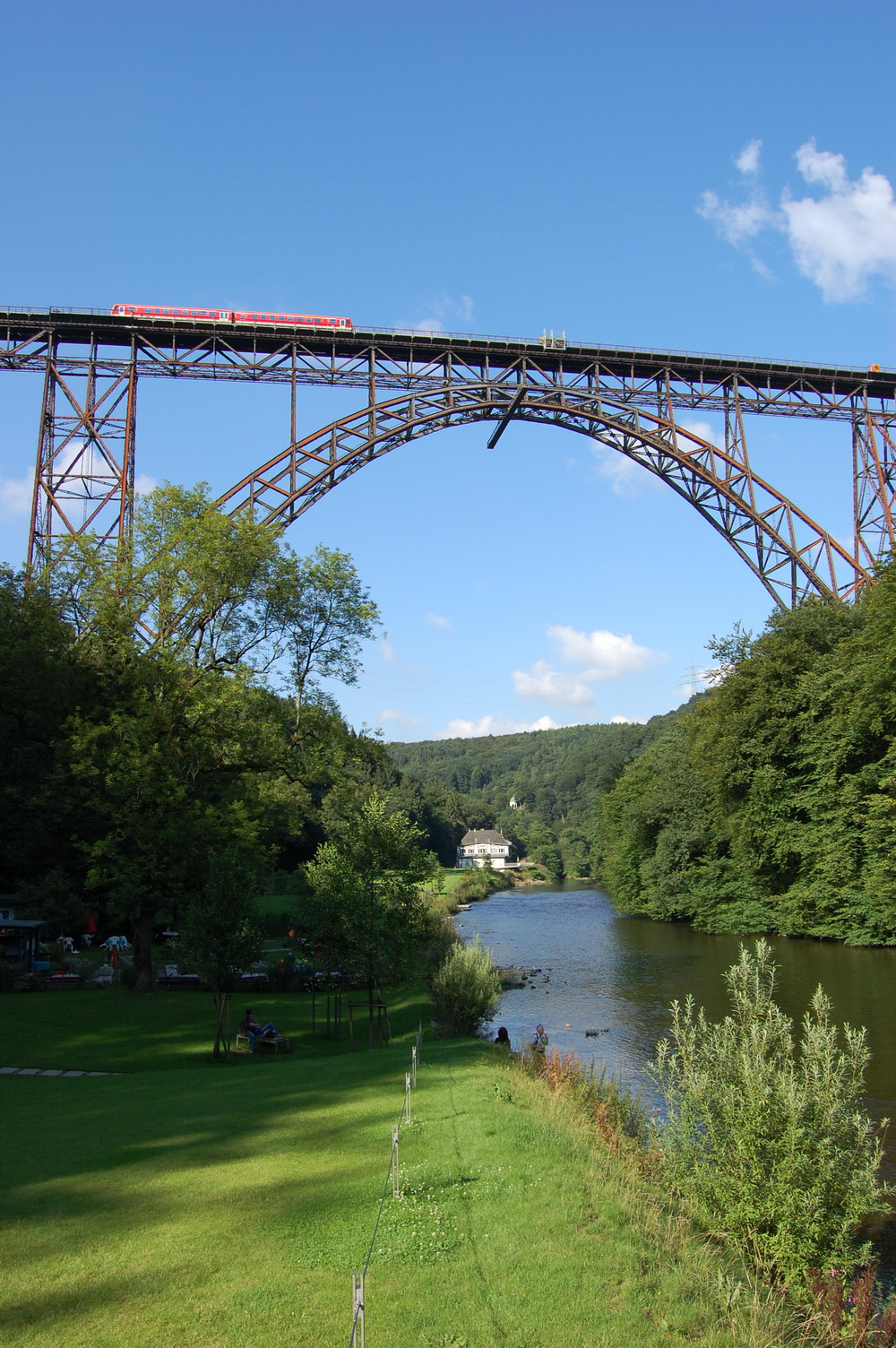
Die Müngstener Brücke, darunter der neue Brückenpark

Im Rahmen der Regionale 2006, eines Strukturförderprogramms des Landes Nordrhein-Westfalen, entstand unter der Müngstener Brücke bis zum Jahr 2006 ein Park mit einer Auenlandschaft. Hauptattraktion ist eine handbetriebene Schwebefähre, mit der Passanten die Flussseite wechseln können. Außerdem gibt es im Park verteilt eine Reihe stählerner Plattformen, auf denen themenspezifische Rätsel und deren Lösungen zu lesen oder zu hören sind. Die geschaffenen Angebote sollten das Gelände unter dem Bauwerk für Touristen attraktiver machen und für die Einwohner der umliegenden Städte zum Naherholungsgebiet werden. Tatsächlich hat nach Eröffnung die Besucheranzahl zugenommen.

### Brückensteig
Der Brückensteig ist eine seit dem Jahr 2021 angebotene, geführte, etwa zweieinhalbstündige Gruppen-Tour über den mit Treppen und Geländern ausgestatteten Brückenbogen der Müngstener Brücke bis zum höchsten Punkt des Bogens in 100 Meter Höhe unterhalb der Gleisebene. Der Abstieg erfolgt auf der flussabwärts liegenden Bogenseite an dasselbe Ufer. Die bis zu 15 Teilnehmenden sind dabei durchgängig mit Klettergurten und speziellen nur von den Führerinnen und Führern zu lösenden Karabinern gesichert. Ein Klettern ist an keiner Stelle erforderlich. Strenge Sicherheitsvorschriften sollen Besuchende des darunter liegenden Brückenparkes vor herabfallenden Gegenständen schützen. Außerhalb der Öffnungszeiten werden die Anlagen von einer Alarmanlage gegen unberechtigten Zutritt gesichert.

## Müngstener Brückenfest
Jährlich am letzten Oktoberwochenende wurde das Müngstener Brückenfest gefeiert. Bis zum Jahr 2010 konnten die Besucher in historischen Dampfzügen über die Brücke fahren. Danach wurde dieses aufgrund der Statikprobleme verboten. Nach einer Brückenstatiküberprüfung der DB AG 2017 wurde das Dampfloküberfahrverbot gelockert. Ab Oktober 2017 zum Brückenfest durften erstmals seit 2010 wieder leichte kleine Dampflokomotiven die Brücke befahren.
Während der Corona-Pandemie fiel das Brückenfest 2020 und 2021 aus; erst im August 2022 fand es wieder statt, auch mit Dampfzugfahrten über die Brücke. Zum Jubiläum „125 Jahre Müngstener Brücke“ wurde mit einem Plakat in Form eines Wimmelbildes geworben, entworfen von Jacques Tilly; dabei vertauschte er die Anordnung von Solingen und Remscheid.

## Umfeld der Brücke

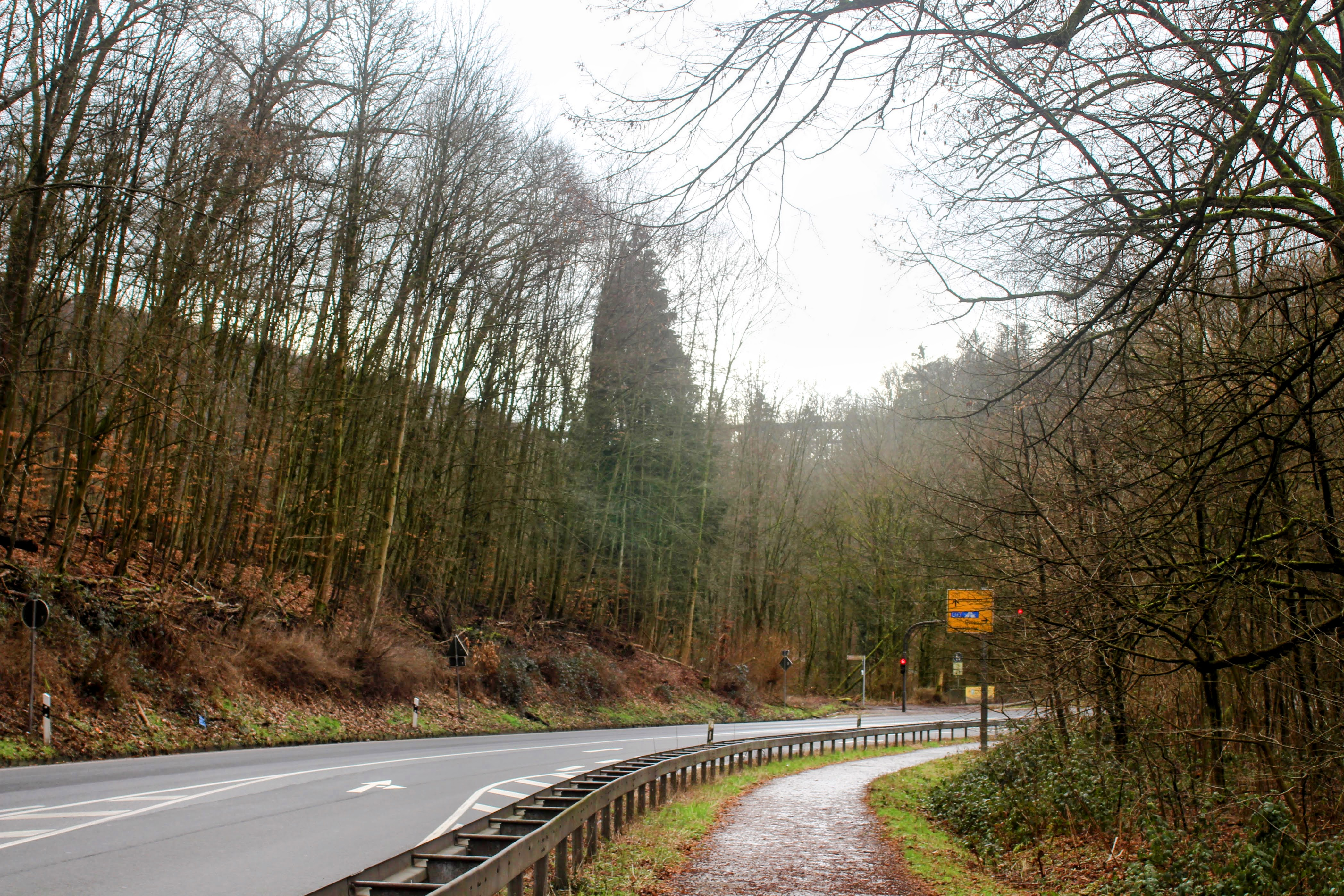
Bundesstraße 229 mit Umrissen der Müngstener Brücke im Hintergrund

In der Nähe der Müngstener Brücke stehen am Remscheider Hang nahe dem Stadtteil Reinshagen ein Aussichtspavillon, der nach dem Finanzier August Diederichs Diederichstempel benannt wurde, sowie im Solinger Stadtteil Burg die Napoleonsbrücke auf dem Fußweg von dem Parkplatz Solinger Straße (Bundesstraße 229 und Landesstraße 74).
Einige hundert Meter westlich der Müngstener Brücke gibt es kurz vor dem Bahnhof Solingen-Schaberg im Ortsteil Schaberg die Windfelner Brücke, die die Bundesstraße 229 überquert. Von dort aus hat man einen guten Ausblick auf den „Remscheider Stadtkegel“.

### Bus- und Bahnverkehr
Die unten angegebenen Taktzeiten beziehen sich auf die Hauptverkehrszeiten von Montag bis Freitag.
| Linie | Linienverlauf | Betreiber       | Takt   |
| ----- | --- | --------------- | ------ |
| 605   | Wuppertal Zoo-Haupteingang – Zoologischer Garten Bf – Zoo/Stadion – Sonnborner Ufer – Wanderparkplatz Arboretum – SG-Müngsten Brückenpark Fährt nur an Christi Himmelfahrt, Pfingstsonntag, Pfingstmontag und am letzten Oktoberwochenende                           | WSW             | –      |
| 658   | Falkenberg – Zentralpunkt – Rosenhügel – Remscheid Hbf – Friedrich-Ebert-Platz – Rathaus/Gründerquartier – Stadtpark Quimperplatz – Stockden – Güldenwerth Bf – Morsbach – SG-Müngsten Brückenpark                                                                   | SR              | 60min  |
| 687   | Graf-Wilhelm-Platz – Solingen Burg Schloss – Burger Bahnhof – Burg Brücke – Stadtwald – Krahenhöhe – SG-Müngsten Brückenpark Graf-Wilhelm-Platz in Fahrtrichtung Solingen Burg Schloss Fährt nur am letzten Wochenende im März bis zum letzten Wochenende im Oktober | SWS             | –      |
| S7    | Wuppertal Hbf – W-Unterbarmen – W-Barmen – W-Oberbarmen – W-Ronsdorf – RS-Lüttringhausen – RS-Lennep – Remscheid Hbf – Remscheid-Güldenwerth – SG-Schaberg – Solingen-Mitte – SG-Grünewald – Solingen Hbf                                                            | Rhein-Ruhr-Bahn | 20 min |

## Film
- Enno Hungerland, Werner Kubny: Der goldene Niet, 45 Min, WDR + Werner Kubny Filmproduktion 1993[43]